# Naïs Djouahra
Naïs Djouahra (Bourgoin-Jallieu, 23 de noviembre de 1999) es un futbolista francés que juega de centrocampista para el F. C. Arouca de la Primeira Liga.

## Trayectoria
Tras empezar a formarse como futbolista con el A. S. Saint-Étienne de Francia desde los 13 años, finalmente el 3 de julio de 2018 se marchó a la disciplina de la Real Sociedad tras no ampliar su contrato con el equipo francés. Finalmente fue convocado por el primer equipo en la temporada 2019-20, haciendo su debut el 29 de junio de 2020 en un encuentro de Primera División contra el Getafe C. F., encuentro que finalizó con un resultado de 2-1 a favor del conjunto madrileño. En agosto de 2020 extendió su contrato con la Real Sociedad hasta 2023.
El 30 de septiembre de ese mismo año fue cedido al C. D. Mirandés para que compitiera durante una temporada en la Segunda División. Tras la misma regresó a la Real Sociedad con la idea de que jugara en el filial.
El 2 de agosto de 2022 fue traspasado al H. N. K. Rijeka croata, manteniendo la Real Sociedad una opción de recompra y un porcentaje de una futura venta. Un año después regresó a España al ser cedido al C. D. Leganés. Tras esta cesión volvió a Rijeka, donde estuvo una temporada más antes de expirar su contrato. Entonces, en julio de 2025, fichó por el F. C. Arouca.

## Estadísticas

### Clubes
Actualizado al último partido disputado en mayo de 2025.
| Club                       | Div.          | Temporada     | Liga  | Liga  | Copas nacionales | Copas nacionales | Copas internacionales | Copas internacionales | Total | Total |
| Club                       | Div.          | Temporada     | Part. | Goles | Part.            | Goles            | Part.                 | Goles                 | Part. | Goles |
| -------------------------- | ------------- | ------------- | ----- | ----- | ---------------- | ---------------- | --------------------- | --------------------- | ----- | ----- |
| Real Sociedad "B" · España | 2.ª B         | 2018-19       | 28    | 4     | —                | —                | —                     | —                     | 28    | 4     |
| Real Sociedad "B" · España | 2.ª B         | 2019-20       | 21    | 3     | —                | —                | —                     | —                     | 21    | 3     |
| Real Sociedad · España     | 1.ª           | 2019-20       | 2     | 0     | 0                | 0                | —                     | —                     | 2     | 0     |
| C. D. Mirandés · España    | 2.ª           | 2020-21       | 27    | 4     | 1                | 0                | —                     | —                     | 28    | 4     |
| C. D. Mirandés · España    | Total club    | Total club    | 27    | 4     | 1                | 0                | 0                     | 0                     | 28    | 4     |
| Real Sociedad "B" · España | 2.ª           | 2021-22       | 19    | 0     | —                | —                | —                     | —                     | 19    | 0     |
| Real Sociedad "B" · España | Total club    | Total club    | 68    | 7     | 0                | 0                | 0                     | 0                     | 68    | 7     |
| Real Sociedad · España     | 1.ª           | 2021-22       | 7     | 0     | 3                | 1                | 1                     | 0                     | 11    | 1     |
| Real Sociedad · España     | Total club    | Total club    | 9     | 0     | 3                | 1                | 1                     | 0                     | 13    | 1     |
| H. N. K. Rijeka · Croacia  | 1.ª           | 2022-23       | 19    | 1     | 2                | 0                | —                     | —                     | 21    | 1     |
| H. N. K. Rijeka · Croacia  | 1.ª           | 2023-24       | 5     | 1     | —                | —                | 3                     | 1                     | 8     | 2     |
| C. D. Leganés · España     | 2.ª           | 2023-24       | 28    | 1     | 2                | 0                | —                     | —                     | 30    | 1     |
| C. D. Leganés · España     | Total club    | Total club    | 28    | 1     | 2                | 0                | 0                     | 0                     | 30    | 1     |
| H. N. K. Rijeka · Croacia  | 1.ª           | 2024-25       | 28    | 4     | 5                | 2                | 2                     | 0                     | 35    | 6     |
| H. N. K. Rijeka · Croacia  | Total club    | Total club    | 52    | 6     | 7                | 2                | 5                     | 1                     | 64    | 9     |
| Total carrera              | Total carrera | Total carrera | 184   | 18    | 13               | 3                | 6                     | 1                     | 203   | 22    |

## Palmarés

### Campeonatos nacionales
| Título                  | Club            | País    | Año  |
| ----------------------- | --------------- | ------- | ---- |
| Segunda División        | C. D. Leganés   | España  | 2024 |
| Primera Liga de Croacia | H. N. K. Rijeka | Croacia | 2025 |
| Copa de Croacia         | H. N. K. Rijeka | Croacia | 2025 |